# .cg
.cgは、国別コードトップレベルドメイン(ccTLD)の一つで、コンゴ共和国に割り当てられている。このドメインは、ONPT CongoとInterpoint Switzerlandによって管理されている。コンゴ共和国の市民は、1つまでなら無料でドメイン登録することができる。追加登録及び外国人による登録は、年間225ユーロ（2007年時点）となっている。